# Kate Ford
Kate Ford es una actriz inglesa, más conocida por interpretar a Tracy Barlow en la serie Coronation Street.

## Biografía
Estudió en el Webber Douglas Academy of Dramatic Art.
En 2006 comenzó a salir con el director Jon Connerty, con quien se comprometió en febrero de 2007 y se casó el 13 de octubre del mismo año. La pareja tiene un hijo, Otis James Roger Connerty (junio de 2008). A mediados de septiembre de 2013, la pareja anunció que se había separado y en octubre de 2014 se anunció que estaban divorciándose.

## Carrera
El 25 de diciembre de 2002, se unió al elenco de la exitosa serie británica Coronation Street, donde interpretó a la malvada y manipuladora Tracy Barlow hasta el 8 de abril de 2007. Después de un tiempo, regresó pero se fue por siete meses en 2009 debido al nacimiento de su hijo Otis; posteriormente, regresó a la serie en mayo de 2010 y desde entonces aparece.
En 2010 se desnudó para la campaña promovida por PETA en protesta de los gorros de la Guardia Real Británica, los cuales están hechos con pieles de osos.

## Filmografía

### Series de televisión
| Año           | Título            | Personaje      | Notas                                    |
| ------------- | ----------------- | -------------- | ---------------------------------------- |
| 2002-presente | Coronation Street | Tracy Barlow   | 1,527 episodios                          |
| 2010          | Missing           | Emma Grace     | episodio # 2.4                           |
| 2007          | Blue Murder       | Adele          | episodio "No a Matter of Life and Death" |
| 2003          | Cambridge Spies   | Joven Borracha | episodio # 1.3                           |
| 2001          | Doctors           | Becky Davies   | episodio "Hearts and Minds"              |
| 2001          | The Glass         | Recepcionista  | episodio # 1.3                           |

### Películas
| Año  | Título        | Personaje | Notas             |
| ---- | ------------- | --------- | ----------------- |
| 2002 | Club Le Monde | Jane      | junto a Emma Pike |

## Premios y nominaciones
| Año  | Categoría                                          | Premio                    | Serie             | Resultado |
| ---- | -------------------------------------------------- | ------------------------- | ----------------- | --------- |
| 2019 | Best On-Screen Partnership (junto a Simon Gregson) | British Soap Award        | Coronation Street | Nominados |
| 2016 | Best Bad Girl                                      | Inside Soap Award         | Coronation Street | Nominada  |
| 2014 | Best Bitch                                         | Inside Soap Award         | Coronation Street | Ganadora  |
| 2013 | Best Bitch                                         | Inside Soap Award         | Coronation Street | Nominada  |
| 2012 | Best Bitch                                         | Inside Soap Award         | Coronation Street | Nominada  |
| 2011 | Villain of the Year                                | British Soap Award        | Coronation Street | Nominada  |
| 2007 | Best Actress                                       | British Soap Award        | Coronation Street | Ganadora  |
| 2007 | Best Dramatic Performance                          | British Soap Award        | Coronation Street | Nominada  |
| 2007 | Best On-Screen Partnership (junto a Bill Ward)     | British Soap Award        | Coronation Street | Nominados |
| 2007 | Villain of the Year                                | British Soap Award        | Coronation Street | Nominada  |
| 2007 | Best Storyline (junto a Samia Smith & Bill Ward)   | British Soap Award        | Coronation Street | Ganadores |
| 2006 | Best Actress                                       | British Soap Award        | Coronation Street | Nominada  |
| 2006 | Soap Bitch of the Year                             | British Soap Award        | Coronation Street | Nominada  |
| 2006 | Villain of the Year                                | British Soap Award        | Coronation Street | Nominada  |
| 2006 | Best On-Screen Partnership (junto a Bill Ward)     | British Soap Award        | Coronation Street | Nominados |
| 2005 | Soap Bitch of the Year                             | British Soap Award        | Coronation Street | Ganadora  |
| 2004 | Best Soap Bitch                                    | British Soap Award        | Coronation Street | Ganadora  |
| 2003 | Most Popular Newcomer                              | National Television Award | Coronation Street | Nominada  |